# Brough with St. Giles
Brough with St. Giles – civil parish w Anglii, w North Yorkshire, w dystrykcie (unitary authority) North Yorkshire. W 2011 civil parish liczyła 801 mieszkańców.